# Set Savis de Grècia
|  | Aquest article tracta sobre Història Contemporània de Catalunya. Vegeu-ne altres significats a «Set savis de Grècia». |

L'expressió Set Savis de Grècia s'aplicà, irònicament, a un grup de propietaris rurals de Sant Sadurní d'Anoia, que van dirigir la lluita contra la fil·loxera i les seves conseqüències, quan a les acaballes del segle xix aquesta plaga va arruïnar la viticultura penedesenca, catalana i espanyola.
Les reunions per decidir com havien d'actuar davant la fil·loxera es feien a Can Guineu, la casa pairal de Marc Mir i Capella, que feia d'amfitrió. A l'estiu a la fresca galeria; i a l'hivern, a la cuina. En un primer moment, "Els set savis de Grècia" es van mostrar contraris al canvi de vinyes, i van discutir al voltant de si buscaven o no un cultiu intensiu alternatiu, d'ametllers o tabac. Finalment van defensar la idea de parar el tractament insecticida i plantar noves vinyes de procedència americana. Aquelles vinyes que van importar van donar al Penedès l'aspecte que ara té. Les primeres es van plantar a les propietats de Can Codorniu i Can Guineu, segons la bibliografia de Flors i Violes i la biografia de Manuel Raventós i Domènech, un membre destacat dels Set Savis de Grècia, i amb contacte constant amb la universitat de Davids, a Califòrnia.
Aquesta expressió, aplicada a aquest grup de patricis sadurninencs es troba per primera vegada per escrit en un article de l'any 1922 del sadurninenc Raül Maria Mir (1887-1964) a La Veu de Catalunya, i el mateix Mir s'hi referiria posteriorment en altres textos. Mir explica que ell mateix recorda haver anat de petit a alguna de les reunions que feien a la casa pairal de can Guineu. Un llibre publicat l'any 1909 per l'aleshores secretari municipal, Pelegrí Torelló ofereix la relació de personatges que integraven el grup: «Els noms dels Mir, en Marc y en Rafael, d'en Manuel Raventós, en Francisco Romeu, en Pere Rovira de la Foradada, en Modest Casanovas i Romeu y el bon patrici y notable metge Antoni Escayola com á director de La Comarca poden citar-se com á capdevanters d'aquella campanya».

## La memòria dels Set Savis de Grècia en el folklore popular

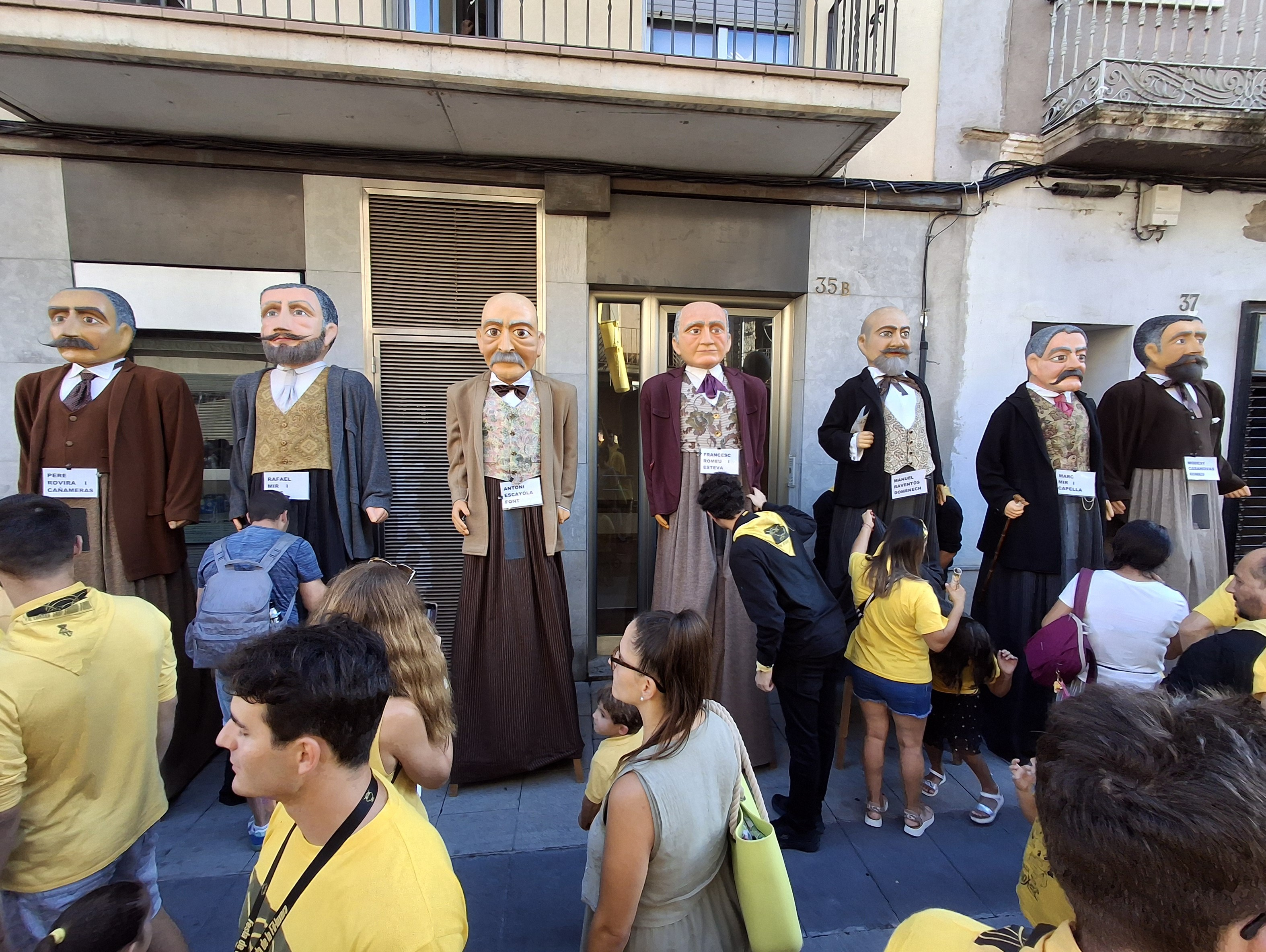
Plantada dels Set Savis de Grècia a la Festa de la Fil·loxera

Actualment, la Festa de la Fil·loxera compta amb un grup de gegants anomenats "Els set savis de Grècia", en record d'aquell grup de pròcers. Els tres primers gegantons els van fer Mercè Gost, Mercè Beneit i Montse Mateu, que és qui es va fer càrrec de la construcció de la resta, sempre basant-se en les fotografies dels personatges reals esmentats per Pelegrí Torelló en l'obra esmentada. Tots els gegants estan fets de cartó pedra, fan 2,5 metres d'alçada i pesen entre 20 i 30 kg. La música dels Set Savis és un valset obra de Joan Garrobé.